# حشو (لغويات)
في اللغويات، الحشو أو التوقف المؤقت أو التردد خلال الكلام هو صوت أو كلمة تصدر من المتحدثين خلال حوار معين للإشارة إلى أنهم يتوقفون مؤقتًا ليفكروا بما سيقولونه. (يجب عدم الخلط بينها وبين أسماء العناصر النائبة، مثل thingamajig وwhatchamacallit وwhosawhatsa وwhats'isface، والتي تشير إلى أشياء أو أشخاص تم نسيان أسمائهم مؤقتًا أو غير ذات صلة أو غير معروفة.) يندرج الحشو تحت فئة اللغة الصيغية، للغات الأخرى أصوات حشو مميزة مختلفة. لمصطلح الحشو أيضًا استخدام مختلف في الوصف النحوي لتركيبات wh-motion.

## الاستخدام
المحادثة هي تبادل اطراف الحديث بين شخصين أو مجموعة من الاشخاص، مما يعني أنه كلما أراد شخص ما التحدث وسمع توقفا، فانهم يفعلون نفس الشيء. تشير الوقفات الزمنية عادةً إلى أن دور شخص ما قد انتهى، مما قد يؤدي إلى حدوث ارتباك عندما لا ينتهي شخص ما من التفكير ولكنه يتوقف مؤقتًا ليفكر؛ من أجل منع هذا الإرباك، سيستخدمون الحشو مثل um، er، أو uh. يشير استخدام كلمة حشو إلى أن الشخص الآخر يجب أن يستمر في الاستماع بدلاً من التحدث.
تتضمن كلمات الحشو بشكل عام القليل من المحتوى المعجمي أو قد لا تتضمن أي محتوى معجمي، ولكن بدلاً من ذلك تقدم أدلة للمستمع حول كيفية التفاعل مع ما قاله المتحدث. قد تتغير الكلمات المستخدمة من قبل الناس (مثل الاستخدام المتزايدلكلمة like ومعناها مثل)، ولكن المعنى والسبب وراء استخدام الناس لهم لن يتغير.

## في اللغة الإنجليزية
تعد أصوات الحشو الأكثر استخداما في الإنجليزية الأمريكية هي ah أو uh ‎/ʌ/‏ وum ‎/ʌm/‏ (er ‎/ɜː/‏ and erm ‎/ɜːm/‏ في الإنجليزية البريطانية). خاصةً بين المتحدثين الأصغر سنًا، الحشو "like"،
"you know"، "I mean"، "actually"، "so"، "basically"، "right", من بين الأكثر تقبلا.  وصف كريستوفر هيتشنز استخدام كلمة «مثل» كعلامة للخطاب أو وقفة صوتية كمثال شائع على «إضفاء الطابع الكاليفورني على حديث الشباب الأمريكي»، وانتشارها مؤخرًا عبر اللهجات الإنجليزية الأخرى عبر وسائل الإعلام.

## روابط خارجية
- لماذا يقول الناس «أمم» و«إيه» عندما يترددون في كلامهم؟، نيو ساينتست، 6 مايو 1995 (الاشتراك مطلوب)
- نقلا
- نينو أميريدزه، بويد إتش ديفيز، ومارجريت ماكلاغان نسخة محفوظة 6 أبريل 2017 على موقع واي باك مشين.، محررون. الحشو والإيقاف المؤقت والعناصر النائبة. دراسات نمطية في اللغة 93، جون بنجامينز، أمستردام / فيلادلفيا، 2010. استعراض